# Hear Me Now (Hollywood Undead)
Hear Me Now è un singolo discografico del gruppo musicale statunitense Hollywood Undead, pubblicato nel 2010 ed estratto dall'album American Tragedy.

## Tracce
1. Hear Me Now (Album version) – 3:33 (Danny, J-Dog, Johnny 3 Tears)
2. Hear Me Now (Instrumental version) – 3:33 (Danny, J-Dog, Johnny 3 Tears)

## Video
Il videoclip della canzone è stato diretto da Jonas Åkerlund.

## Formazione
- Charlie Scene – cori
- Danny – voce
- J-Dog – voce
- Johnny 3 Tears – voce
- Sean Gould – basso, batteria, chitarra, programmazioni